# Salomon Bleuler

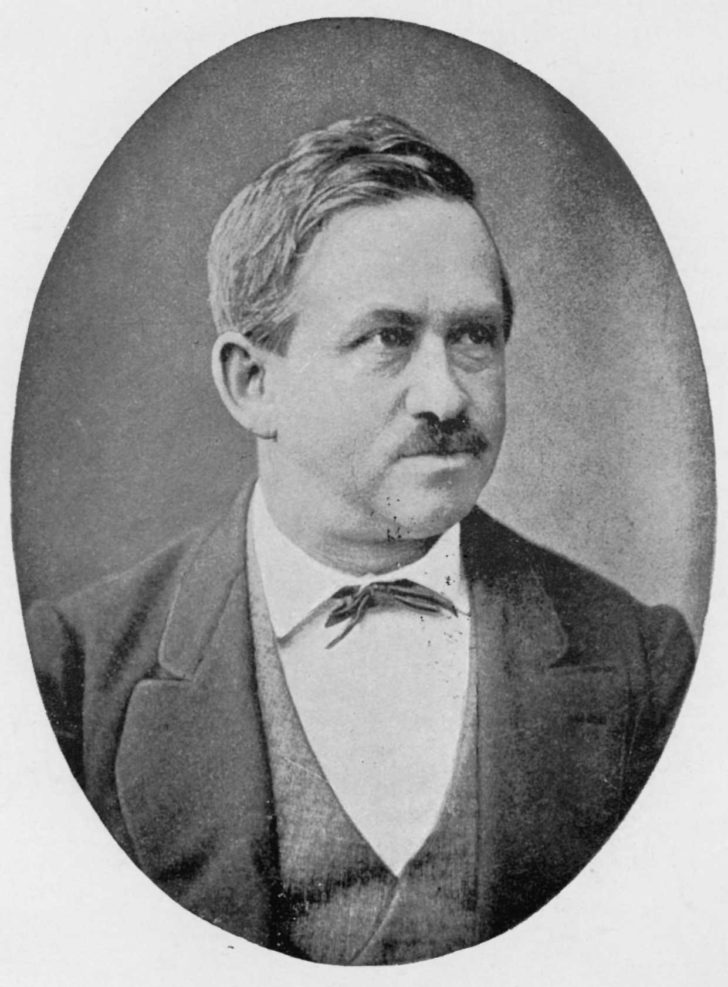
Porträt von Salomon Bleuler

Salomon Bleuler-Hausheer (* 7. Januar 1829 in Zürich; † 12. Februar 1886 in Winterthur; heimatberechtigt in Zürich und Winterthur) war ein Schweizer Politiker, Redaktor, Verleger und Theologe.

## Leben
Bleuler kam 1829 als Sohn des Salzfaktors Johannes Bleuler-Halder in Zürich zur Welt. Nach dem Besuch der Schulen studierte er von 1847 bis 1852 Theologie in Zürich. Anschliessend war er Pfarrvikar in verschiedenen Zürcher Gemeinden und von 1853 bis 1859 Pfarrer in Glattfelden. Im Jahr 1859 verliess er das Pfarramt und trat auf Veranlassung des späteren Bundesrates Jakob Dubs in die Redaktion der Neuen Zürcher Zeitung ein. Nach einem Jahr bei den Aargauer Nachrichten 1860 erwarb er den Landboten, wurde Verleger, Drucker, Redaktor und Buchhändler in einer Person.
Er gehörte zu den einflussreichsten Führungspersönlichkeiten der demokratischen Bewegung, bekannte sich zu einem humanistischen Sozialismus und bekleidete zahlreiche öffentliche Ämter. 1865 erfolgte seine Wahl in den Grossen Rat, welchen er 1871 präsidierte. Ebenso war er 1858 Mitbegründer der Männer-Helvetia sowie 1868 der Demokratischen Partei des Kantons Zürich. Als Journalist und Volksredner organisierte er die Demokratische Partei gegen das liberale System «Escher» und formulierte, beeinflusst von Friedrich Albert Lange, ihr politisches Programm. Im Programm und an verschiedenen Versammlungen wurde eine grundsätzliche soziale und direktdemokratische Erneuerung des Kantons Zürich gefordert (die sogenannte École de Winterthour). Das Resultat war schliesslich die neue Kantonsverfassung von 1869, an welcher Bleuler als Verfassungsrat massgeblich beteiligt war.
Bleuler forderte die direkte Demokratie sowie staatliche Massnahmen zugunsten der sozial Benachteiligten. Davon erwartete er die Lösung der sozialen Frage im Sinne der Klassenversöhnung. Als Sozialpolitiker förderte er die Genossenschaftsidee, gründete und unterstützte in Winterthur einen Arbeiterverein und Konsumvereine. Von 1871 bis 1885, mit geringen Unterbrüchen, war Bleuler Vorstandsmitglied und Präsident des Konsumvereins Zürich sowie Mitglied des Zentralkomitees des 1873 gegründeten Schweizerischen Volksvereins, ab 1863 des Grütlivereins und 1873 bis 1880 des ersten Arbeiterbundes. Zudem war er Verwaltungsratspräsident der Volksbank Winterthur und Mitglied des Verwaltungsrates der Schweizerischen Nationalbahn.
Von 1869 bis 1884 gehörte Bleuler dem Nationalrat an und vertrat den Nationalratswahlkreis Zürich-Ost. Bei der Totalrevision der Bundesverfassung in den Jahren 1873/74 vermittelte er zwischen den Zentralisten und Föderalisten und sicherte der neuen Verfassung die Mehrheit. In denselben Jahren war er Stadtschreiber von Winterthur und anschliessend von 1875 bis 1877 Stadtpräsident der damals bedeutenden Industriestadt. Ab 1878 zog er sich aus der Politik zurück und kehrte wieder zu seiner Zeitung zurück, teils bedingt durch den Nationalbahnkrach von 1878, teils weil sich die Arbeiterschaft selbstständig zu organisieren begann und mit Forderungen auftrat, deren Radikalität er ablehnte.
Sein Schwager war der reformierte Geistliche und Politiker Gottlieb Ziegler.